# Arroyo Rapid

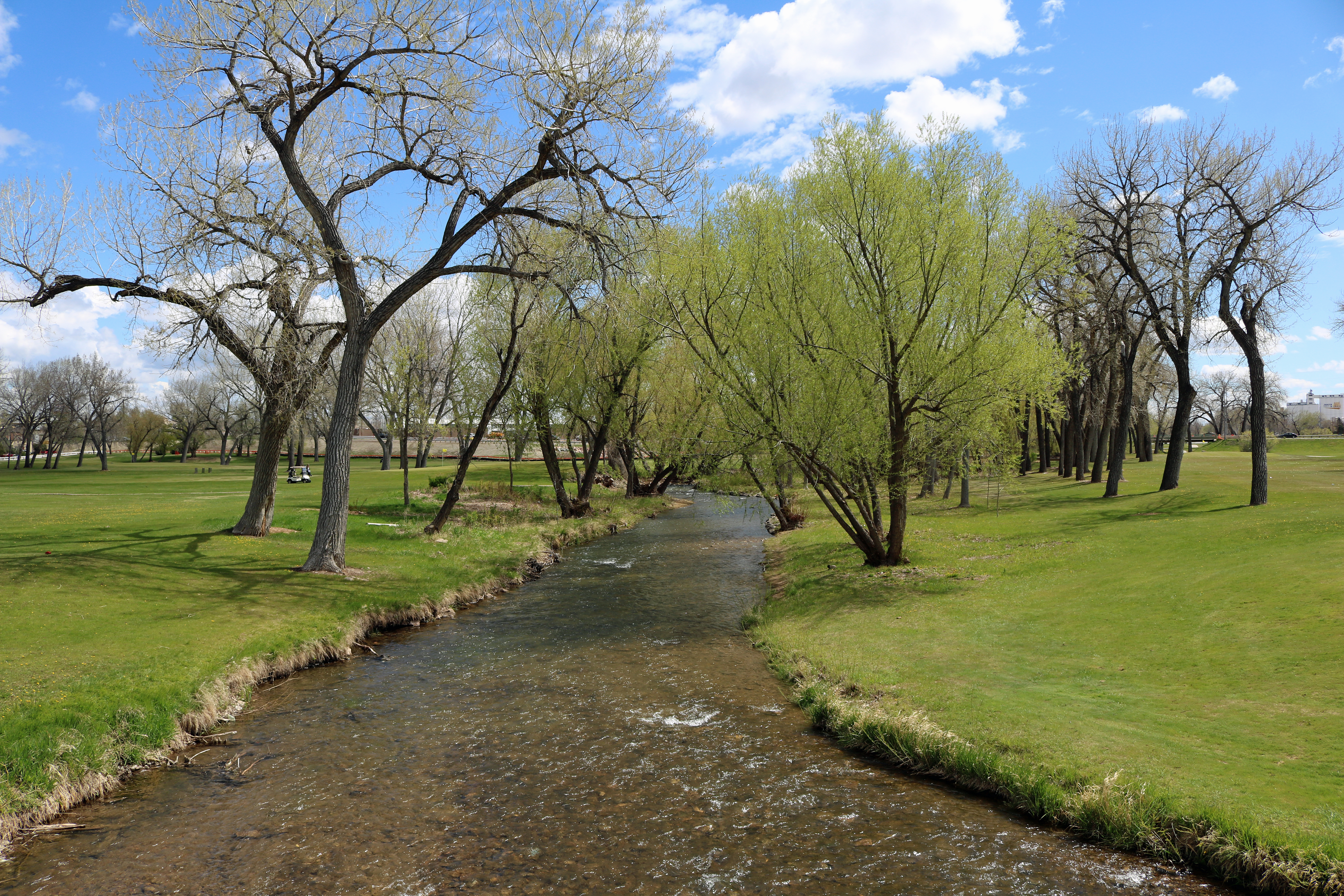
El arroyo Rapid cerca de Rapid City

El arroyo Rapid (en inglés: Rapid Creek) es un arroyo (o río) del norte de Estados Unidos que fluye en dirección noreste por el estado de Dakota del Sur hasta desaguar en el río Cheyenne (que a su vez es un afluente del río Misuri). Fue nombrado así por los indígenas Sioux por los muchos rápidos que hay en el arroyo. El río tiene una longitud de 138 km y atraviesa la ciudad de Rapid City, a la que da nombre.